# Гюзейчиркин
Гюзейчиркин (азерб. Quzeyçirkin) — село в Кельбаджарском районе Азербайджана. Расположено в горах Малого Кавказа, к северо-востоку от города Кельбаджар.

## История
По материалам издания «Административное деление АССР», подготовленных в 1933 году Управлением народно-хозяйственного учёта АССР (АзНХУ), по состоянию на 1 января 1933 года населённый пункт Гезалчиркин входил в состав Кылычлинского сельсовета Кельбаджарского района Азербайджанской ССР. Население — 159 человек (30 хозяйств, 74 мужчины и 85 женщин). Национальный состав всего Кылычлинского сельсовета, включавшего также 11 сёл, на 100% состоял из тюрков (азербайджанцев).
В результате Первой карабахской войны в 1993 году перешло под контроль непризнанной Нагорно-Карабахской Республики, и согласно её административно-территориальному делению, было расположено в Шаумяновском районе НКР.
25 ноября 2020 года село было возвращено Азербайджану, согласно заявлению глав Армении, Азербайджана и России о прекращении боевых действий в Нагорном Карабахе, опубликованному 10 ноября 2020 года.